# Henry Coker
Henry Coker (* 24. Dezember 1914 in Dallas; † 23. November 1979 in Los Angeles) war ein US-amerikanischer Jazzposaunist des Swing und Modern Jazz.
Coker lernte Musik am Wellesley College in Massachusetts.
Er begann nicht mit der Posaune, sein erstes Instrument war die Harfe, für die er aber schon in der Schule gehänselt worden war. Neben der Posaune spielte er zum Üben Klavier.
Cokers erstes berufliches Engagement war bei John White 1935, über zwei Jahre konnte er sich einen Ruf aufbauen, und wurde deshalb von Nat Towles für seine meist führende Territory Band aus Omaha, dem Mittwesten der USA, angeheuert, mit der er von 1937 bis 1939 arbeitete. Danach arbeitete er auf Hawaii mit Monk McFay, kam aber wieder nach Hause als Pearl Harbor bombardiert wurde.
Die Mitte der 1940er Jahre verbrachte er mit verschiedenen Studio- und Aufnahmejobs und in Bands, die von Benny Carter (1944–1946), wo er Erfahrungen sammelte, Eddie Heywood (1946–1947), oder Illinois Jacquet (1951) geleitet wurden. Er spielte auch während dieser Zeit mit Charles Mingus, was auf der Aufnahme West Coasting festgehalten ist. Nach einer zweijährigen Krankheit spielte er zirka 1951 mit Sonny Rollins. 1952 stieg er bei der Basie Band ein, ein Gig der ein Jahrzehnt bis 1963 halten sollte. Dabei spielte er hunderte herausfordernde und gutklingende Soli. Durch die Mitarbeit bei Basie empfahl er sich bei vielen Jazzfans, aber am meisten bei seinen Posaunistenkollegen. Coker stahl niemandem die Show, er teilte sich die Soli mit Al Grey und überließ dem Neuling Grover Mitchell die führende Stimme, teils als Streich aber auch um zu zeigen, was für einen großartigen Klang der junge Spieler hatte. Der Posaunist und Bandleader Tommy Dorsey war beeindruckt von Cokers Spiel, als er einmal in der Band einstieg und mit Cokers Instrument spielte, danach ihm sein Instrument als angemesseneres erst zum Spielen überlassen hatte und danach schenkte. „Das ist ein gutes Horn, aber ich denke nicht, dass es etwas für Dich ist. Versuch dieses Horn. Spiel es und schau, ob Du es magst“, sagte er zu Coker.
Coker spielte seitdem diese kürzere leichtgängige 3 B Posaune mit einem 19,05 cm weiten Becher mit einem klaren Klang, neben einer größeren 6 H Conn. Für den kürzeren Stimmzug musste er umlernen. Er sagt, es sei unter Posaunisten üblich die Posaune für einen strahlenderen Klang leicht zur Kreuztonseite hochzustimmen.
Er spielte mit Tony Bennett und Sarah Vaughan. Zwischenzeitlich hatte er noch Gelegenheit mit Rhythm-and-Blues-Bands zu spielen wie Johnny Otis und Eddie „Cleanhead“ Vinson.
Coker war viel auf Tourneen. Er entschied sich mehr für Studio- und Aufnahmearbeiten in den 1960ern. Zu dieser Zeit lebte er in New York und arbeitete viel an der Ostküste bis 1966, als er sich Ray Charles anschloss, mit dem er regelmäßig bis 1971 arbeitete. Bis zu seinem Tod in den Mitt-70ern war Coker mit Film- und Fernsehmusik in Los Angeles beschäftigt, er spielte dennoch zwischenzeitlich wieder mit Ray Charles und Count Basie. Der Schlagzeuger, Sänger und Bandleader Osie Johnson widmete dem Posaunisten ein Solo auf Cokernut Tree, auf dem Album Osie´s Oasis.
In der seltenen Besetzung mit zehn Posaunen auf J. J. Johnsons Trombones Incorporated spielte Coker mit, darunter noch Bennie Green, Frank Rehak, Eddie Bert, Benny Powell, Melba Liston und Bobby Brookmeyer.